# Сражение при Паю
Сражение при Па́ю (эст. Paju lahing) — состоявшийся 31 января 1919 года бой между тартуско-валгаской группировкой Эстонской армии при поддержке сил финского добровольческого полка «Сыновья Севера» и отрядами «латышских красных стрелков» за расположенную в 4 километрах севернее города Валга мызу Паю (Луде Гросхоф, нем. Luhde-Großhof, эст. Paju mõis, латыш. Liellugažu muiža). Сражение стало одним из самых кровопролитных в истории Эстонской освободительной войны и привело к завоеванию эстонской армией важного в военном отношении города Валга и расположенного рядом с ним железнодорожного узла. Данные о силах сторон у разных исследователей существенно различаются. Эстонская сторона понесла большие потери. Юлиус Куперьянов, руководивший наступлением эстонских войск, был в бою смертельно ранен. Изучению подробностей сражения посвятили свои работы такие эстонские историки, как Мати Ыун, Ханнес Вальтер, Пеэтер Каасик и Урмас Сало, финский историк Юсси Нийнистё, автор книг по исторической тематике, эстонский экономист Ханно Ояло и др.

## Оперативная ситуация на Южном фронте Эстонской освободительной войны
Освобождение Прибалтики от немецкой оккупации и борьба против сил, выступающих за формирование независимых государств на месте бывших западных губерний Российской империи, являлись одними из важных пунктов плана «мировой революции», вынашиваемых лидерами большевиков. Сопротивление этому эстонцев поначалу было сравнительно слабым. В Южной Эстонии формирование эстонских вооружённых сил после провозглашения 24 февраля 1918 года независимой Эстонской Республики шло менее успешно, чем в Северной Эстонии. Причиной этого было более враждебное, чем у немецкого военного командования в Ревеле, отношение к эстонцам со стороны командования, располагавшегося в Риге и находившегося под влиянием местного ландесрата, состоявшего из балтийских немцев. В январе 1919 года к борьбе за независимость Эстонии на Южном фронте Эстонской освободительной войны присоединились около 3000—4000 финских добровольцев, составивших полк «Сыновья Севера».
К началу 1919 года Красная армия заняла половину территории Эстонии. 7 января 1919 года, после оборонительных боёв, эстонские войска перешли в контрнаступление по всем фронтам, и начал обозначаться перелом в войне. На Южном фронте 14 января силами бронепоездов у Красной армии был отвоёван Тарту. 19 января эстонцы выбили «красных» из Нарвы, а затем военные действия на Вируском фронте зашли в тупик. С целью отбить Тарту «красные» начали собирать в районе города Валга дополнительные силы, в том числе латышских стрелков. Чтобы помешать противнику в достижении своей цели, эстонские бронепоезда начали быстрое перемещение от Тарту в направлении Валга.
Взятие Валга имело большое военно-стратегическое значение. Из этого города можно было продвинуться в направлении как Пскова, так и Риги и получить контроль над узкоколейной железной дорогой Пярну—Валга—Гулбене. Завоевание Валга также ознаменовало бы обозначение эстонско-латвийской языковой границы и будущей южной границы Эстонской республики (в то время у Латвии и Эстонии были напряженные отношения из-за нерешённости пограничных вопросов, кроме того, обе страны в равной степени претендовали на город Валга, который позже был поделен на эстонскую и латвийскую части).

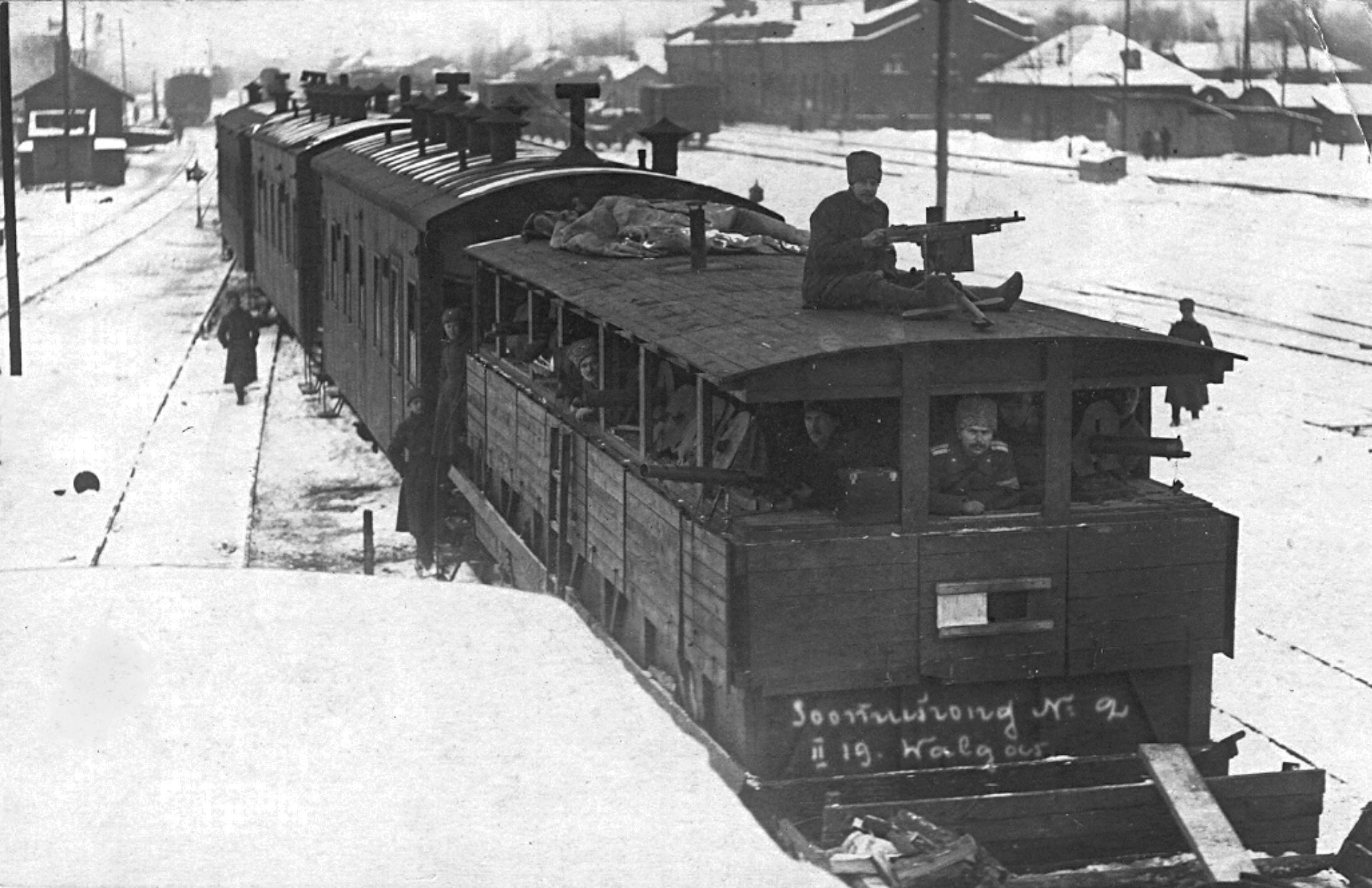
Эстонский бронепоезд № 2 в Валга, 1919 г.

По данным Яана Майде, на Южном фронте силы сторон сложились к тому времени следующим образом:
- эстонцы: 9750 штыков, 250 сабель, 210 пулемётов, 36 пушек, 7 бронепоездов и один броневик.
- «красные»: 6000 штыков, 400 сабель, 120 пулемётов, 46 пушек и 2 бронепоезда.

Таким образом, у эстонцев было преимущество в пехоте, а у «красных» — в кавалерии и артиллерии.
17 января эстонцами был окончательно захвачен расположенный в 25 км к юго-западу от Тарту город Элва, 18 января — расположенная на направлении Тарту—Валга мыза Ринген (нем. Schloß Ringen, Рынгу, эст. Rõngu mõis), 22 января — мыза Хелмет (нем. Schloß Helmet, Хелме, эст. Helme mõis) и расположенный в 24 км севернее Валга город Тырва.
25 января главнокомандующий эстонскими вооружёнными силами Йохан Лайдонер назначил командующим Южным фронтом финского генерала Мартина Ветцера (1868—1954), который, в свою очередь, назначил командующим тартуско-валгаской группой войск эстонского полковника Ханса Кальма (1889—1981). В эту группу войск входили Тартуский оборонительный батальон, Тартуский партизанский батальон под командованием Юлиуса Куперьянова, состоявший из финнов полк «Сыновья Севера» и четыре бронепоезда.
Наступление эстонских войск тормозилось периодическими контратаками Красной армии и разрушением железной дороги. Отправленный на помощь эстонским бронепоездам Тартуский партизанский батальон 25 января отвоевал Рынгу и Пука, 27 января — почтовую станцию Тыллисте, 28 января — железнодорожный вокзал в Сангасте и мост через реку Вяйке-Эмайыги (который «красные», отступая, разрушили).
Согласно приказам Мартина Ветцера и Ханса Кальма, захват Валга должен был быть произведён с трёх сторон: утром 30 января главные силы тартуско-валгаской группировки («куперьяновцы», бронепоезда и 1-й батальон «Сыновей Севера») должны были начать наступление на Валга по железной дороге и по шоссе Тарту—Валга с первоначальной целью захватить мызу Паю, мыйзакюла-вильяндиская группировка должна была двигаться по железной дороге Пярну—Валга с запада, а 2-й батальон «Сыновей Севера» — наступать через хутора района Конселу—Мюрги и там перерезать «красным» железную дорогу Валга—Выру, чтобы препятствовать вывозу последними своих войск и снаряжения.

## Первое завоевание мызы Паю эстонцами и контратака «красных»
Мыза Паю была последней и самой лучшей оборонительной позицией Красной армии под Валга. Усадьба Паю стояла на холме, возвышаясь на востоке над рекой Педели и долиной железной дороги и на западе над территорией вдоль дороги Сое—Валга до леса, закрывая таким образом направление Тарту—Валга. Мыза обеспечивала хорошую защиту своими толстыми стенами.  Железная дорога позволяла бронепоездам большевиков беспрепятственно действовать на этом направлении.  

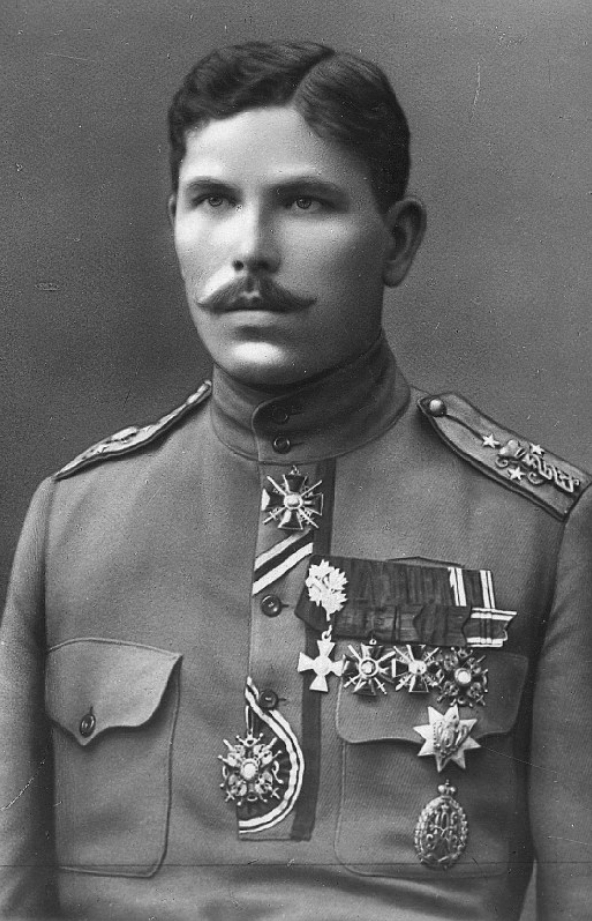
Юлиус Куперьянов (1917)

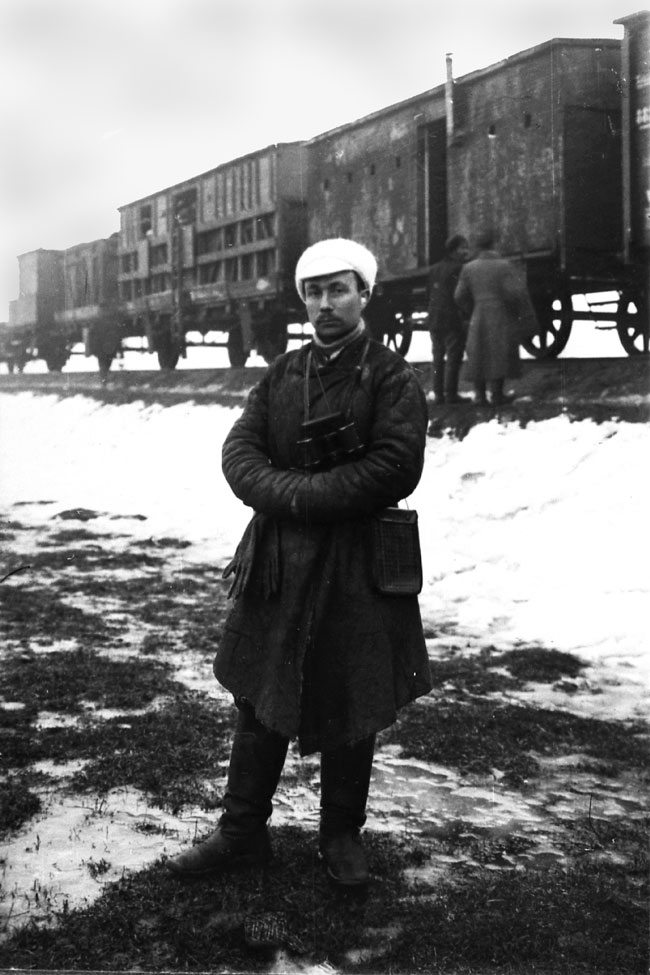
Антон Ирв (январь 1919)

Поскольку эстонские бронепоезда были заблокированы перед разрушенным мостом через Вяйке-Эмайыги, а полк «Сыновья Севера» из-за железнодорожной катастрофы между Тарту и Элва к вечеру 30 января не дошёл до станции Сангасте, в назначенное время атаку начали только «куперьяновцы». 3-я рота «куперьяновцев» захватила центр мызы Паю вместе с конно-почтовой станцией Тыллисте.
Хотя, по мнению историка Аго Паюра, руководство Красной армии к тому времени уже смирилось с возможной потерей Валга, «красным» требовалось дополнительное время для эвакуации сосредоточенных там сил. Таким образом, 3-му батальону 7-го Бауского стрелкового полка Советской Латвии было приказано отбить мызу Паю и оставаться там на оборонительных позициях. Вечером 30 января, при поддержке свежих подкреплений, 600 «красных» провели контратаку, и «куперьяновцы» были выбиты с мызы. 2-я рота «куперьяновцев», призванная на помощь, в ночной суматохе стреляла по «своим».
Вечером 30 января, не зная о потере Паю, Ханс Кальм, Юлиус Куперьянов и исполняющий обязанности командира бронепоездов капитан Антон Ирв на совещании, состоявшемся на железнодорожной станции Сангасте, составили план взятия Валга. Кальм считал целесообразным подождать, пока мыйзакюла-вильяндиская группировка не перережет «красным» в Валга связь с тылом. Он послал 2-й батальон полка «Сыновья Севера» через Лаатре и Ийгасте перекрыть железную дорогу Валга—Псков. По настоянию Куперьянова, желавшего оказать своим воинам честь завоевать Валга, Кальм согласился на план, согласно которому батальон Куперьянова нападёт на город в направлении шоссе и железной дороги Тарту—Валга при огневой поддержке четырёх бронетанковых войск, бронепоезда и шести пушек. В резерве оставался 1-й батальон финских добровольцев, который должен был двинуться вслед за батальоном Куперьянова. Приказ о наступлении был отдан в 19:30.

## Силы сторон
Согласно утверждениям из различных источников, данные о численности бойцов и вооружении противоборствующих сторон сильно различаются.

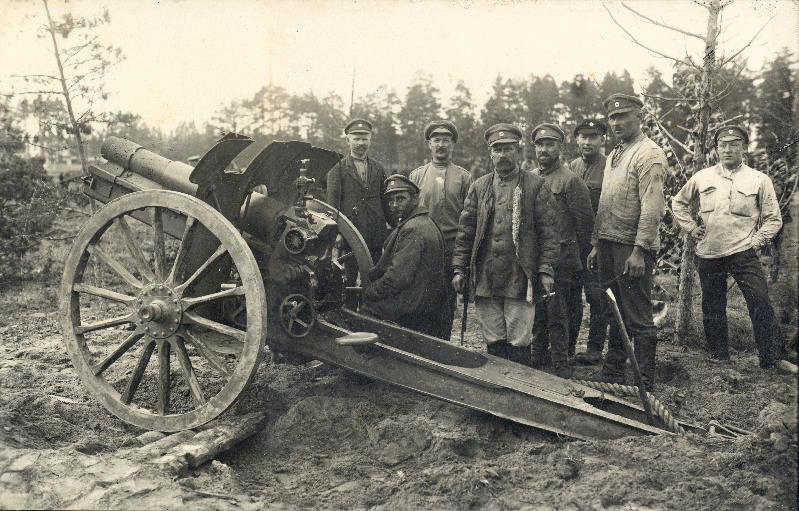
Гаубичный отряд партизанского батальона Куперьянова

В бою на эстонской стороне участвовали:  
- по данным Пеэтера Каасика — около 200 «куперьяновцев» с 5 пулемётами, 200 «сыновей Севера» с 9 пулемётами и  артиллерийская батарея[6];
- по данным Аго Паюра — 180 «куперьяновцев» с 5 пулемётами, 1-я рота полка «Сыновья Севера» (около 230 человек) и артиллерийская батарея[7];
- по данным Ханно Ояло — 300 «куперьяновцев», 600—700 «сыновей Севера» и артиллерийская батарея[15];
- по данным Ханнеса Вальтера всего с эстонской стороны насчитывалось около 700 бойцов[16].

Со стороны «красных» мызу Паю защищал отряд «красных латышских стрелков» — 3-й батальон 7-го Бауского стрелкового полка под командованием Эмиля Витолса.
В бою на стороне «красных» участвовали:  
- по данным Пеэтера Каасика — до 300 бойцов с примерно 10 пулемётами[6],
- по данным Аго Паюра — около 300—350 штыков и до 12 пулемётов[7];
- по данным Ханно Ояло — на мызе и в её ближайших окрестностях насчитывалось 600—800 бойцов[15];
- по данным Ханнеса Вальтера, численность латышских стрелков, защищавших мызу Паю, составляла 1200 бойцов.

«Красных» поддерживали пулемёт бронепоезда и одна пушка с неточным огнём, а, по данным Ханно Ояло, — также один броневик.

### Данные в эстонской прессе 1939 года
В эстонской газете «Postimees» от 31 января 1939 года, в статье без указания автора, утверждалось, что в окрестностях мызы Паю «красные» имели значительный перевес как в живой силе, так и в вооружении: здесь находились 1-й, 4-й и 7-й полки латышских стрелков, 2-й латышский кавалерийский дивизион и части 83-го полка РККА — всего около 1800—2000 солдат и 200—250 офицеров; вооружение включало не менее 40 крупнокалиберных пулемётов, 8 пушек, бронепоезд и броневик. Непосредственно на возвышенности усадьбы Паю, где состоялось сражение, у «красных» насчитывалось не менее 1200 солдат, на вооружении которых были 32 пулемёта, 4 пушки и броневик.
В статье приводятся следующие данные об эстонской стороне: 683 бойца, из них 303 «куперьяновца» и 380 финских добровольцев. У первых было 13 пулемётов и 2 пушки,  у вторых — 9 пулемётов и 4 пушки. С учётом подошедших к концу сражения ещё одних отрядов финских добровольцев всего насчитывалось 960 бойцов.

## Ход сражения

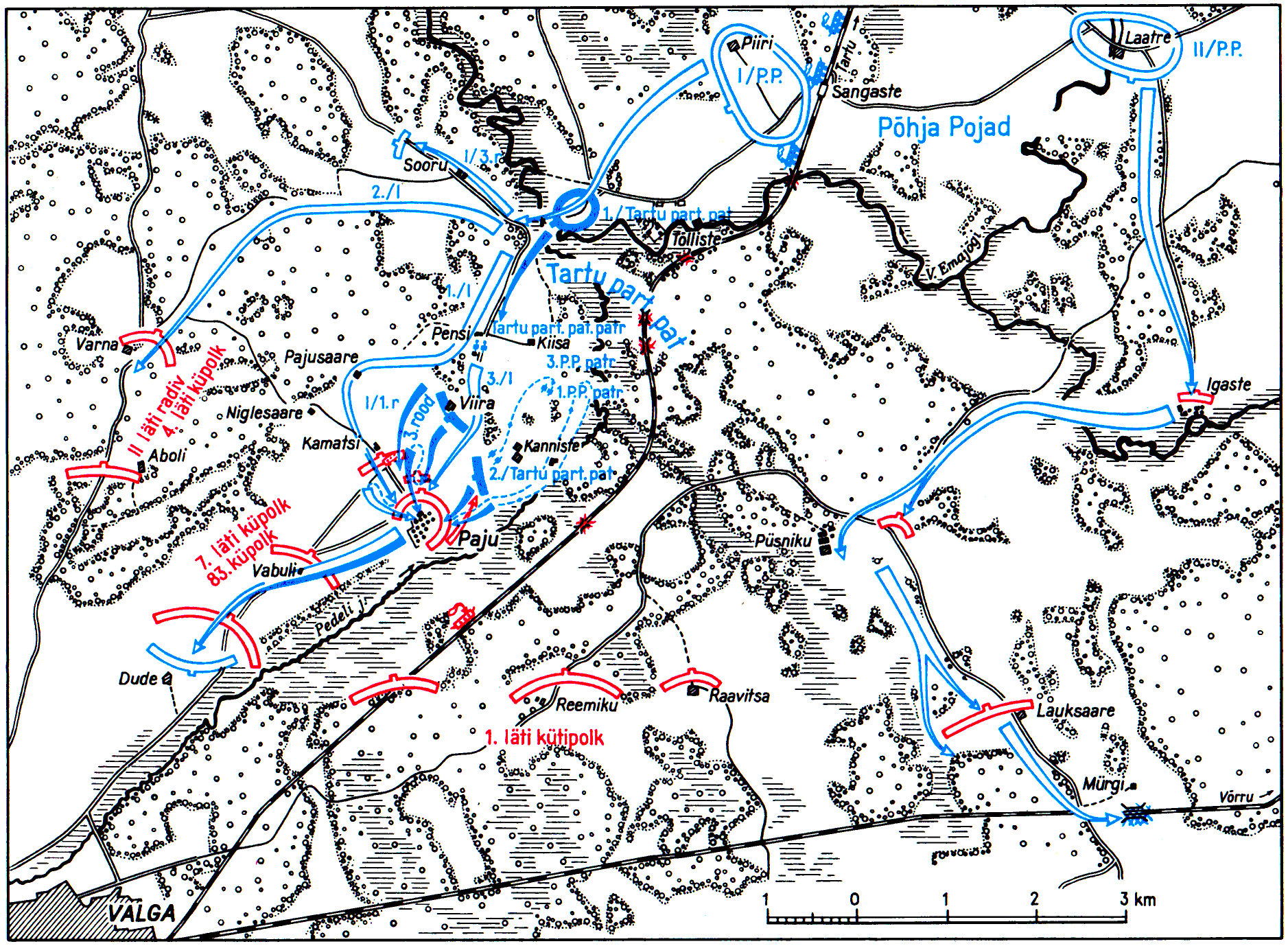
Схема сражения при Паю (красным цветом обозначено расположение сил «красных», синим — наступление эстонцев и финнов

Узнав о потере мызы Паю, Куперьянов, якобы не желавший дать противнику время собраться с силами, хотел немедленно атаковать мызу ранним утром 31 января, но приказа о наступлении у него не было, отсутствовала поддержка финской артиллерии, равно как и бронепоезда не имели приказа поддержать его своим огнем. Кроме того, бронепоезда и не могли поддержать атаку пехоты, так как были вынуждены остановиться севернее из-за разрушенного моста. «Куперьяновцы» были изнурены длительными боями, а некоторые из них ничего не ели с утра предыдущего дня. Из-за всего этого Кальм долго колебался, прежде чем отдал приказ своим силам атаковать. Он ждал сообщений о путях отступления противника, о перерезании Рижской и Псковской железнодорожных линий, однако ожидаемых донесений не последовало. Куперьянов требовал, чтобы его людям и на этот раз разрешили быть на передовой, и в 10:45 Кальм приказал Куперьянову и командующему финской артиллерией захватить мызу Паю и затем с помощью пушек разрушить железнодорожный мост через реку Седа.
После подготовки атака началась в 12:40. Сначала в атаку пошла 3-я рота «куперьяновцев» под командованием Н. Пекарски вместе с одним отрядом 1-й роты, наступая прямо по открытому полю с севера. Слева от них шла 2-я рота под командованием Э. Сааре. Юлиус Куперьянов лично руководил развёртыванием в цепь. Он, как обычно, шёл под огнём противника, подбадривая солдат и направляя их атаку.
Красные подпустили эстонцев на расстояние в 400 метров, а затем открыли ожесточённый огонь. Пехоту поддержал «красный» бронепоезд с железной дороги и броневик с шоссе. Юлиус Куперьянов получил тяжёлое ранение в начальной фазе боя. Он умер от ран в госпитале 2 февраля 1919 года.
Потеря командира не испугала «куперьяновцев», и атака продолжалась под интенсивным огнём «красных». 2-я рота с криками «ура» подошла к мызной аллее, но попала под перекрёстный огонь противника и была вынуждена временно отступить с большими потерями. Командир роты был убит, остальные офицеры ранены. Правое крыло 3-й роты под командованием младшего лейтенанта Йоханнеса Соодла (1897—1965) дошло до находившихся перед мызой древних руин и снопов соломы, но под натиском контратаки противника и ему пришлось отступить на несколько сотен шагов. Положение стало критическим. В этот трудный момент к Паю подошёл 1-й батальон полка «Сыновья Севера» под командованием лейтенанта Эркки Ханнула (1890—1961), а 1-я рота полка под командованием Антти Кярня (1892—1919) атаковала мызу с запада. Первый отряд этой роты под командованием фельдфебеля Рагнара Ойво (1896—1919) не стал дожидаться, пока подтянутся остальные, и в свою очередь штурмовал руины, откуда только что отступила 3-я рота «куперьяновцев». Здесь отряд Ойво попал под сокрушительный огонь и практически полностью вышел из строя. Остальные отряды финнов также понесли большие потери; Кярня был смертельно ранен. В этот момент «красные» начали контратаку, но она потерпела крах под огнём «куперьяновцев». Когда внимание противника было сосредоточено на этих боях, стоявший в резерве 3-й отряд 1-го батальона «Сыновей Севера» под командованием лейтенанта  Эйнара Марттинена (1895—1919) начал атаку с другого направления, и в бой вновь вступила 2-я рота «куперьяновцев». В одно время с ними пошли в новую атаку 1-я и 3-я роты лейтенанта Соодла и сильно поредевшая 1-я рота финнов.
Эта совместная атака наконец позволила сломить сопротивление врага. В наступивших сумерках, в 16:30, в мызном парке состоялся ожесточённый рукопашный бой, поскольку «красные» сопротивлялись до последнего. Вскоре к мызе подошли части 3-й роты финнов с севера и северо-востока. «Красный» командир приказал оборонявшим поместье латышским стрелкам, выполнившим свою задачу по выигрышу времени для эвакуации Валга, отступить. В 17:00 мыза Паю и холм были освобождены от «красных». Также была освобождена дорога к Валга, расположенная в 5 километрах от места боя.
Сражение при Паю стало одним из самых кровопролитных за всю эстонскую войну за независимость.  Потери с эстонской стороны были больше среди финских добровольцев, чей боевой дух, по мнению Пеэтера Каасика, был выше, чем в эстонских частях, сформированных на основе мобилизации.
После боя финны убили 8 (по другим данным — 12) гражданских лиц, скрывавшихся в подвале усадьбы. По мнению Аго Паюра, причина этого была в том, что их приняли за «красных». Карманные часы, снятые с убитых, финны разделили между собой.

## Итоги сражения
В ночь на 1 февраля Красная армия покинула Валга, предварительно успев вывезти большую часть имущества и взорвать железнодорожную насосную станцию и мосты в окрестностях. 1 февраля в город вступили «куперьяновцы» и «Сыновья Севера». С освобождением Валга к эстонцам вновь отошла железная дорога Тапа—Тарту—Валга, что позволило эстонскому военному руководству провести переброску войск с одного фронта на другой.
Битва при Паю стала одной из важнейших побед Эстонии в Освободительной войне. Это сражение придало эстонской армии уверенность в себе и показало, что, объединившись, можно одержать победу над превосходящими силами противника.
Тартуский партизанский батальон, понёсший большие потери, позже был назван Куперьяновским партизанским батальоном в честь павшего командира.

## Потери сторон
В 1933 году главнокомандующий Эстонской армией Яан Майде  в своей книге «Обзор Эстонской освободительной войны» опубликовал следующие цифры потерь:

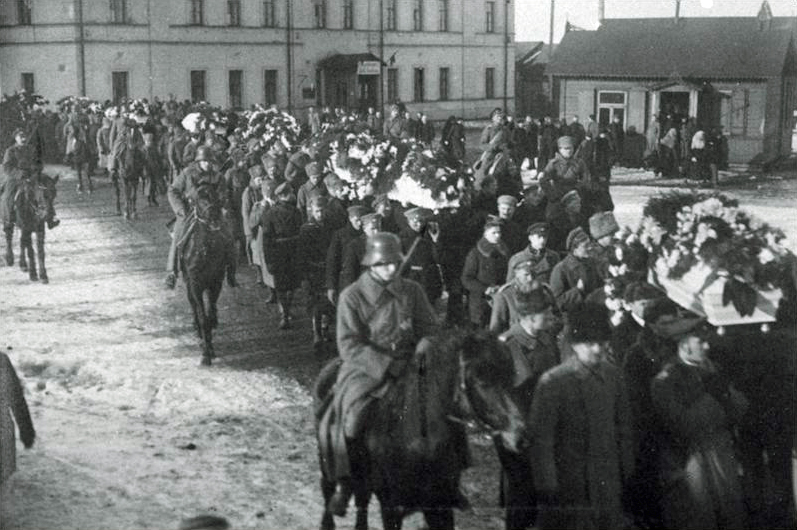
Отправка павших в боях солдат полка «Сыновья Севера» на родину. Траурная процессия в Таллинском порту, 13 февраля 1919

- «куперьяновцы»: убито и ранено 7 офицеров и 50 солдат,
- финские добровольцы: убито и ранено 6 офицеров и 60 солдат,
- «красные»: около 200 убитых и 300—400 раненых[18].

В эстонской газете от 1939 года приведены следующие цифры потерь с эстонской стороны:
- «куперьяновцы»: погибли 3 офицера и  11 солдат; ранены, контужены и без вести пропали 3 офицера и 57 солдат;
- финские добровольцы: погибли 1 офицер и 27 солдат; ранены 6 офицеров и 47 солдат[13].

Позже эстонские исследователи привели намного меньшие цифры потер у «красных» и бо́льшие цифры потерь у эстонцев:
| Потери сторон | Эстонская армия | Эстонская армия | Финские добровольцы («Сыновья Севера») | Финские добровольцы («Сыновья Севера») | Латышские стрелки | Латышские стрелки |
| ------------- | --------------- | --------------- | -------------------------------------- | -------------------------------------- | ----------------- | ----------------- |
| Потери сторон | убитых          | раненых         | убитых                                 | раненых                                | убитых            | раненых           |
| Чел.          | 20              | 52              | 28                                     | 40                                     | 30                | 40                |

С эстонской стороны на поле боя погибло 34 человека, 12 позже скончались от ран, 2 пропали без вести и 92 были ранены или контужены. «Красные» потеряли около 30 человек убитыми и пропавшими без вести, не менее 40 человек были ранены. Финны перебили всех раненых бойцов, оставленных на мызе отступавшими латышами.

## Оценки
Оценки битвы при Паю подчёркивали важность взятия Валга, но потери эстонской стороны историки сочли чрезмерными, обвиняя в этом Юлиуса Куперьянова или Ханса Кальма. По мнению Аго Паюра, прямая атака среди бела дня по открытому заснеженному полю против превосходящего по численности и технически сильного противника, засевшего в каменных зданиях на возвышенности, без поддержки бронепоездов не являлась разумным решением. Пеэтер Каасик считает сомнительным смысл прямого нападения в ситуации, когда Красная армия, вероятно, оставила бы Валга и без этого боя. В качестве ошибок, допущенных эстонской стороной, Каасик называет слабую разведку, недооценку сил противника, поспешность и слишком жёсткое соблюдение планов. По мнению Пеэтера Каасика, и Кальм, и Куперьянов предположили, что основные силы Красной армии находятся в Валга. Аго Паюр также считает, что ни Куперьянов, ни Кальм не имели в то время ясного представления ни о своих силах, ни о силах противника, но в случае поражения эстонцев под Валга возможное пополнение рядов Красной армии привело бы к установлению советской власти в Эстонии, что принесло бы страдания многим людям.
Пеэтер Каасик назвал битву при Паю «самым героическим эпизодом войны за независимость», поскольку это был исключительный случай, когда укреплённый пункт был отбит без поддержки сильным артиллерийским огнём в результате так называемого лобового столкновения, а не захвата с флангов, и у практически равного по численности противника.

## Увековечение памяти
Идея установить памятник на поле битвы у Паю возникла в 1930 году. В 1932 году этим вопросом занялся генерал Николай Реэк. Был организован общенациональный сбор средств на строительство монумента. 12 июня 1938 года генерал Йохан Лайдонер заложил краеугольный камень мемориала, автором которого стал архитектор Георг Саар. В 1940 году было возведено основание мемориала, но из-за последовавшей советской аннексии он не был открыт. Лишь 30 января 1994 года, в 75-ю годовщину сражения при Паю, монумент был открыт президентом Эстонии Леннартом Мери.
В 1992 году в парке бывшей мызы Паю был открыт памятный камень, посвящённый павшим в сражении при Паю «Сыновьям Севера».

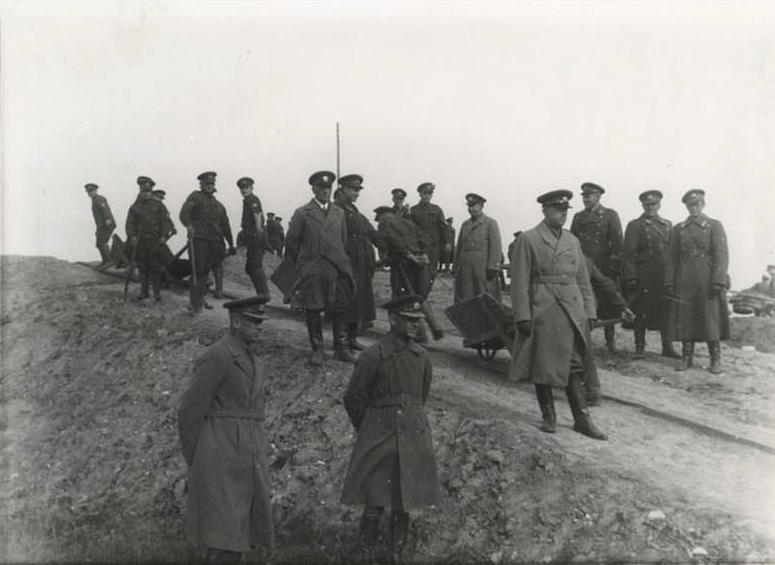
Работы по возведению мемориала битве при Паю, 1939 год
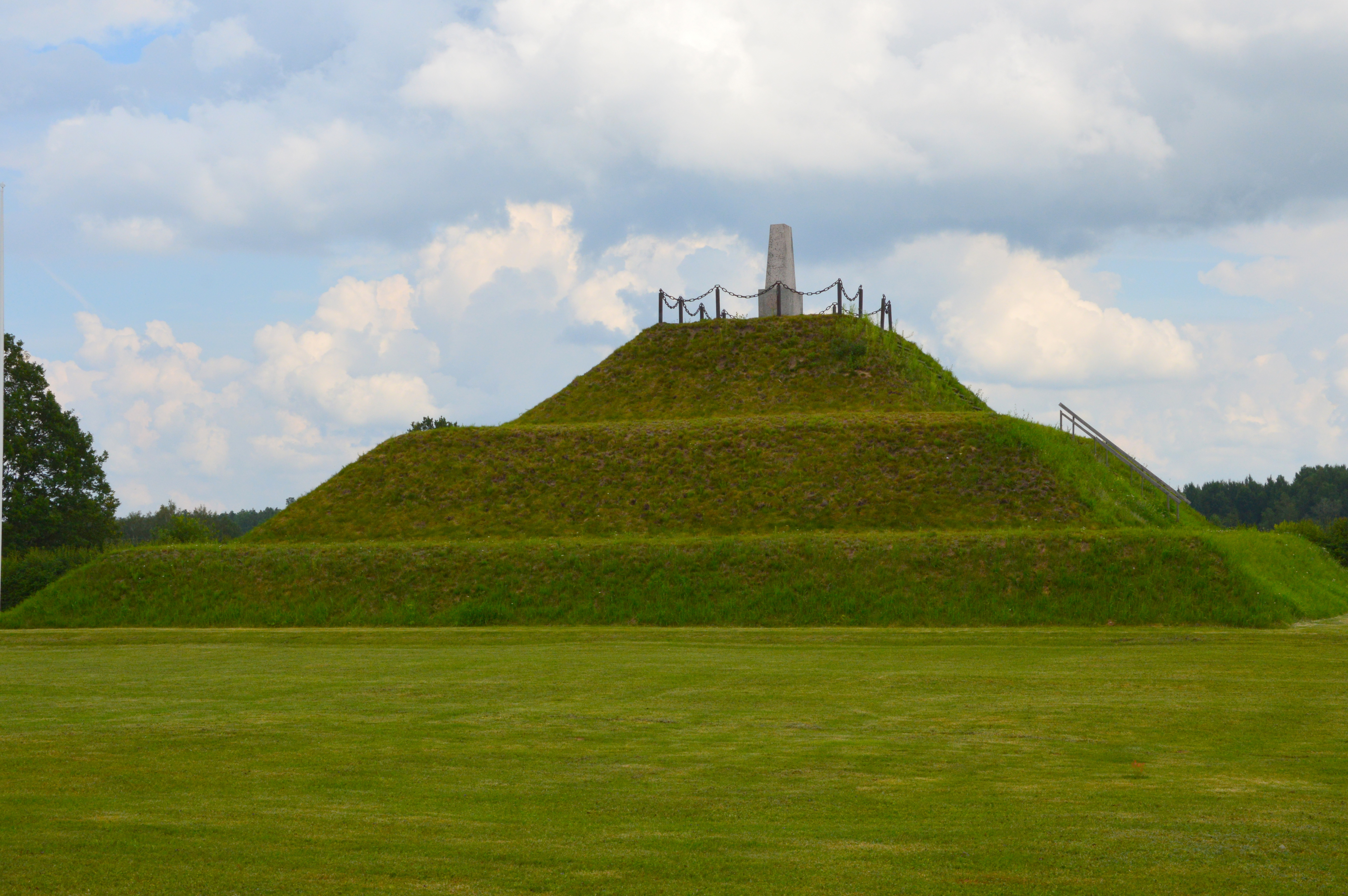
Монумент сражению при Паю, 2014 год
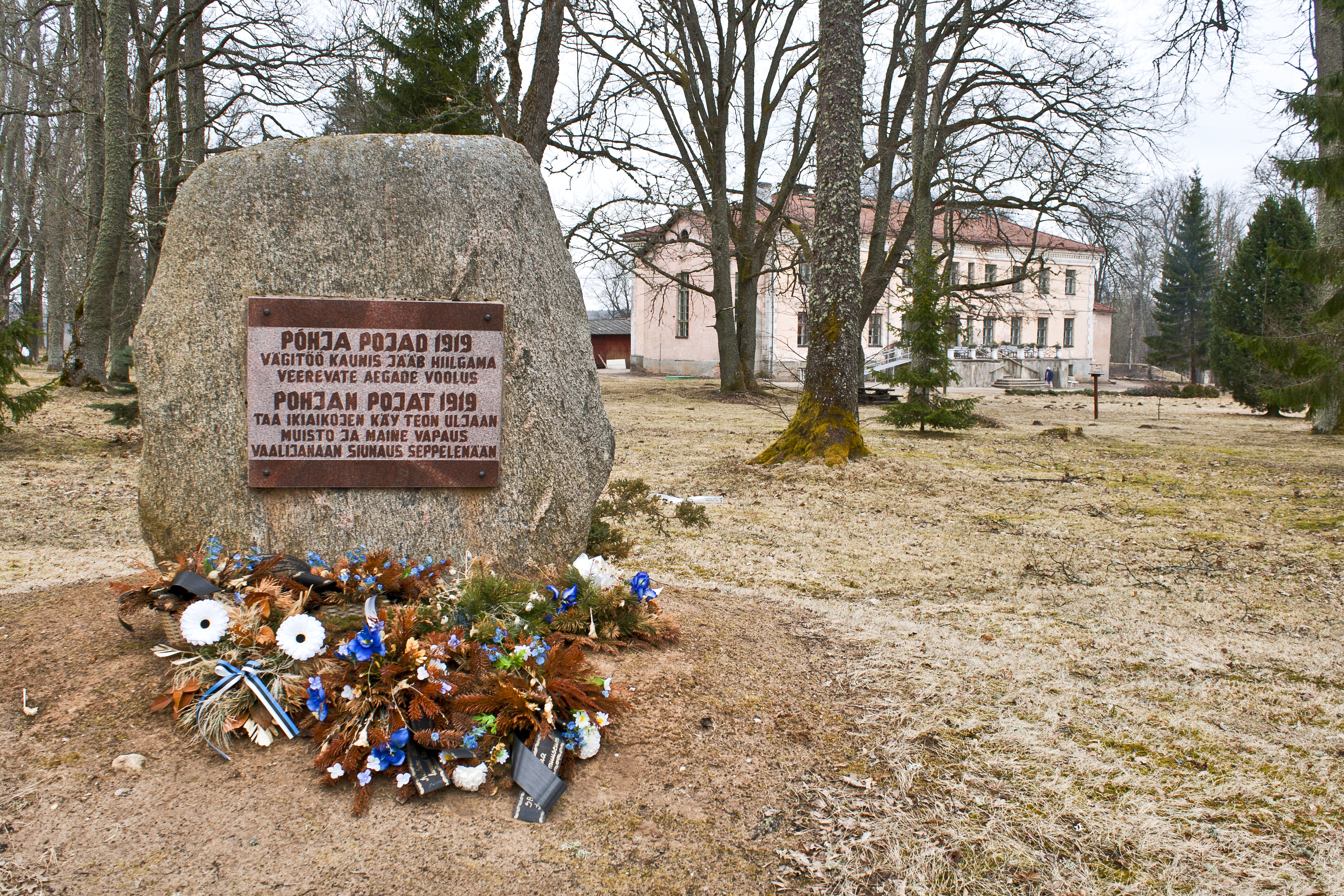
Памятный камень «Сыновьям Севера» у главного здания мызы Паю, 2012 год
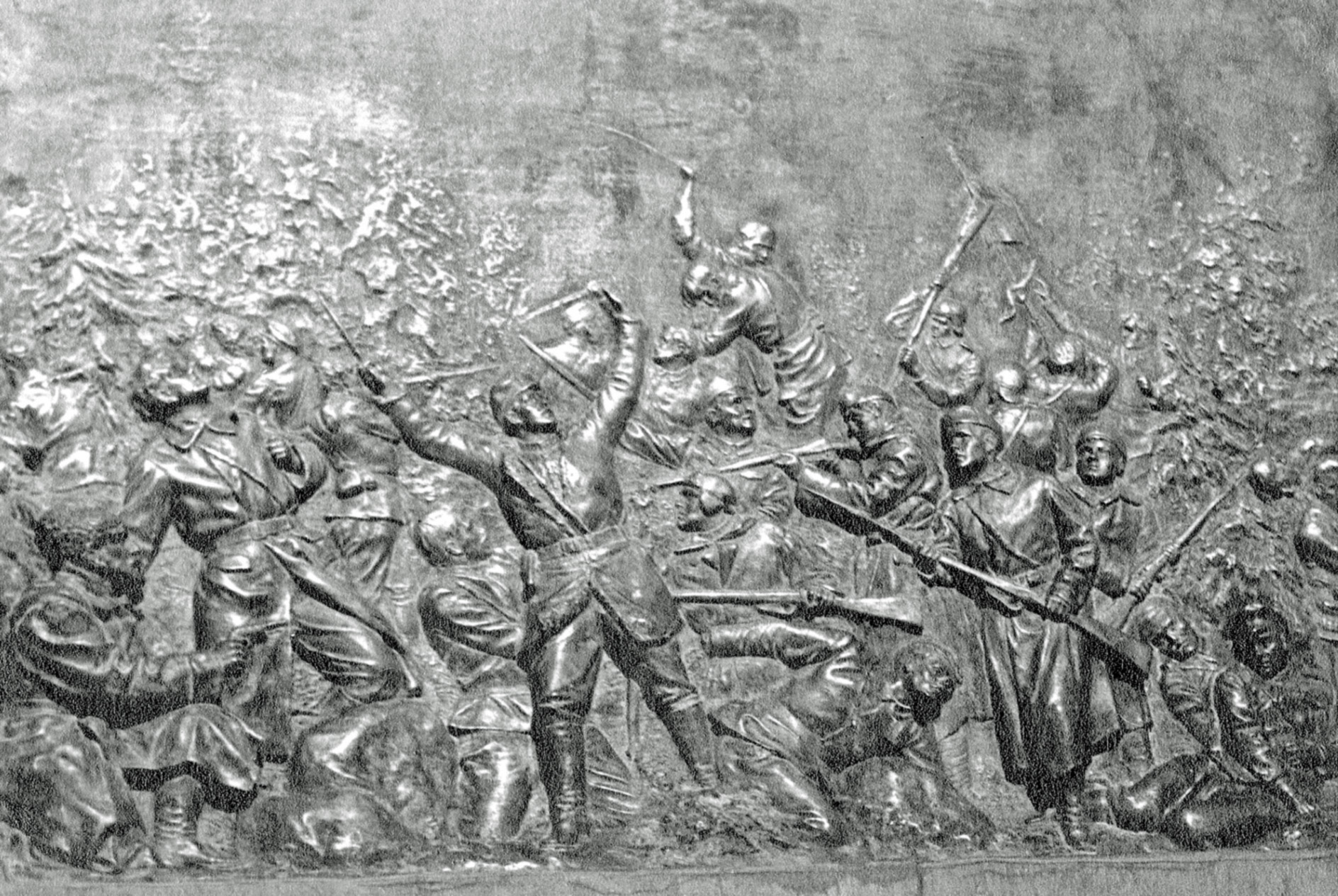
Барельеф на памятнике Эстонской освободительной войне в Валга

## Документальный фильм  «Лейтенант Куперьянов в сражении при Паю»
В память об эстонских жертвах сражения при Паю в 2024 году по сценарию преподавателя общеобразовательных предметов Олева Тедера был выпущен фильм «Лейтенант Куперьянов в сражении при Паю», который является первой частью серии образовательно-документальных фильмов о деятельности Куперьянова. Вторая часть серии носит название «Лейтенант Куперьянов в сражении при Кикка» (2024 год), третья часть — «Деятельность партизан лейтенанта Куперьянова в Пуурмани и освобождение Тарту» (будет выпущена в 2025 году).
При создании фильма были использованы архивные документы, книги, журнальные и газетные статьи о сражении при Паю. В народе распространилось несколько вымыслов, основанных на неправдоподобных и даже наивных источниках, о деятельности лейтенанта Куперьянова. Эти рассказы были опубликованы сразу после войны за независимость для того, чтобы скрыть неправильные решения, которые привели к большому числу жертв в сражении. Число жертв сражения при Паю зависело от выбора, встать ли на защиту человеческой жизни или отдать предпочтение военным трофеям. Очевидно, что было выбрано второе. В фильм Олева Тедера включены и те факты из документов, которые редко публиковались или были вообще проигнорированы, но помогают составить логическое объяснение всем аспектам сражения.

## Комментарии
1. ↑  Эстонские топонимы, оканчивающиеся на -а, не склоняются и не имеют женского рода (исключение — Нарва)[1].